# Catalogue RCW
En astronomie, le catalogue dit RCW, dont le nom dérive des initiales de ses trois auteurs, Alex W. Rodgers, Colin T. Campbell et John B. Whiteoak, est un catalogue astronomique publié en 1960 sous l'impulsion de l'astronome néerlandais Bart Bok recensant diverses régions présentant une émission dans la raie Hα. Ce catalogue a suivi celui établi en 1955 par Colin Gum (catalogue de Gum), également de l'observatoire du Mont Stromlo, et du catalogue Sharpless, publié en 1959.
Le catalogue a été réalisé à la fin des années 1950 à l'observatoire du Mont Stromlo (Australie). Les régions observées, initialement considérées comme étant des régions HII, étaient de fait situées proche du plan galactique. En pratique, les auteurs ont observé la portion du ciel correspondant à une latitude galactique inférieure (en valeur absolue) à 15 degrés, et dont la longitude galactique allait de +190° à +12°; correspondant aux régions du plan galactique facilement observables depuis l'hémisphère sud.
Le catalogue contenait initialement 182 objets, et n'a essentiellement pas été modifié depuis sa création, si ce n'est que certains objets composites se sont avérés être une collection d'objets distincts. Certaines des régions observées étaient déjà recensées sous d'autres noms de catalogue, notamment, outre le catalogue de Gum et le catalogue Sharpless, le New General Catalogue (NGC) et l'Index Catalogue (IC).

## Objets notables du catalogue

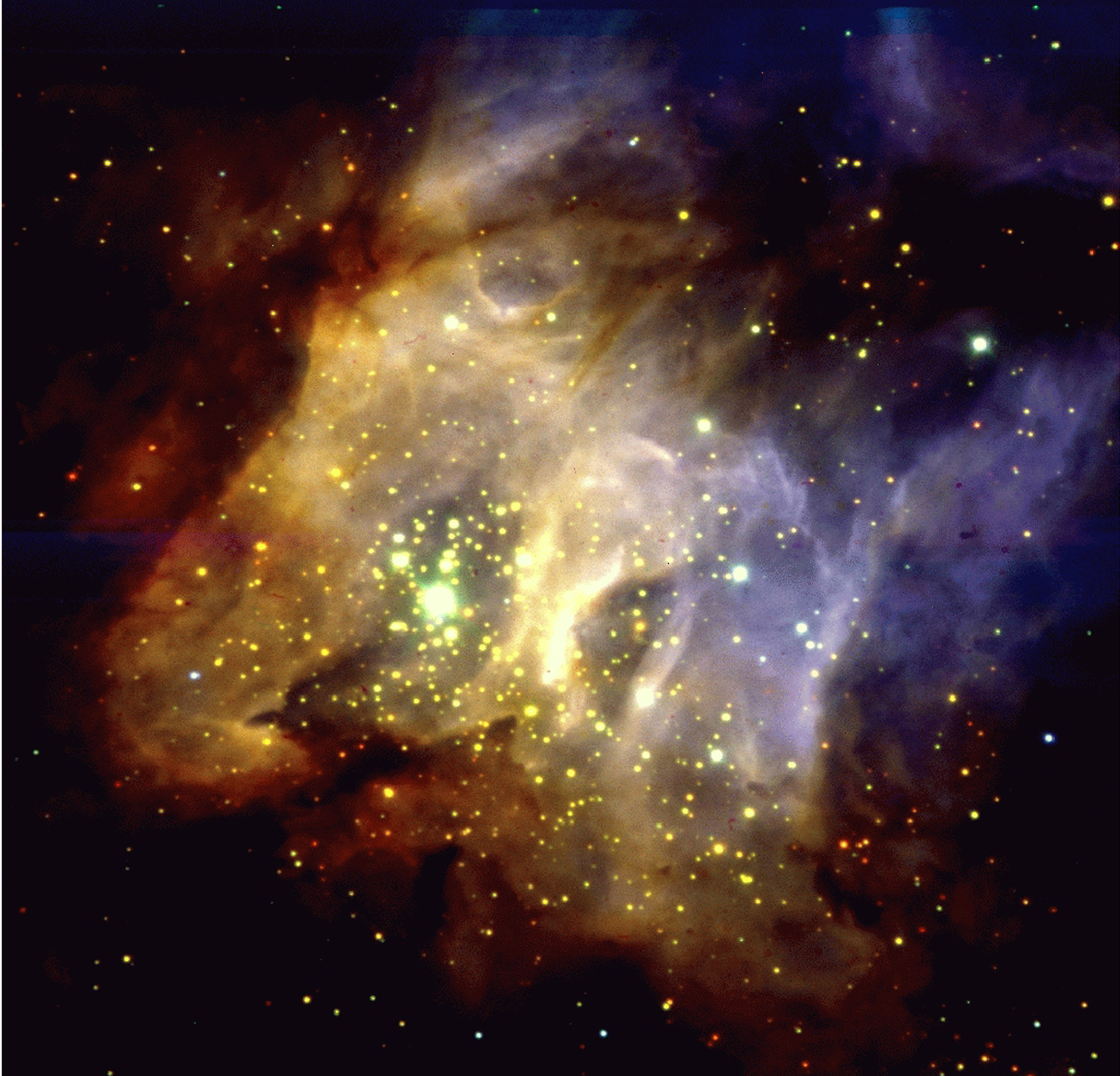
RCW 38, une région de formation d'étoiles de notre Galaxie, imagée dans l'infrarouge par le Very Large Telescope en 1998.

La plupart des régions recensées sont effectivement des régions HII. On trouve cependant quelques autres objets de nature différentes, comme des nébuleuses planétaires, des étoiles Wolf-Rayet (RCW 58, correspondant à V385 Carinae), un amas ouvert (RCW 51, correspondant à NGC 3293), ainsi que divers rémanents de supernova, dont le plus connu est sans contexte RCW 86, issu de la plus vieille supernova historique connue, SN 185, ainsi que RCW 89, qui abrite PSR B1509-58, un pulsar qui compte parmi les plus jeunes notre Galaxie. RCW 103, un autre rémanent de supernova contient lui un objet compact des plus étranges en son centre. Celui-ci pourrait être une étoile à neutrons, mais il ne présente pas de modulation courte période de son signal comme un pulsar, mais au contraire une modulation d'un période de plus de six heures. RCW 37, plus connu sous le nom de nébuleuse du Crayon est un objet atypique qui pourrait résulter de l'interaction entre deux rémanents de supernova en collision, RX J0852.0-4622 et Vela (XYZ).
Exemples du catalogue RCW ; cliquer sur l'image pour voir les crédits, la plupart ont été pris par des astronomes amateurs, par ESO, l'ESA et la NASA.
| RCW     | Nom                    | Images | Noms & Designations                                                                                            |
| ------- | ---------------------- | ------ | --- |
| RCW 38  | RCW 38                 |        | RCW 38 Gum 23                                                                                                  |
| RCW 49  | RCW 49                 |        | Gum 29 |
| RCW 86  | RCW 86                 |        | RCW 86 (Probable rémanent de la supernova SN 185)                                                              |
| RCW 124 | NGC 6302               |        | Sh2-6, NGC 6302, Nébuleuse de l'Insecte, PK 349+01 1, Nébuleuse du Papillon, Gum 60, C 69, Nébuleuse bipolaire |
| RCW 127 | NGC 6334               |        | ESO 392-EN 009, Sh2-8, Gum 64, NGC 6334, Nébuleuse de la Patte de Chat, Nébuleuse de la Patte d'Ours           |
| RCW 131 | NGC 6357               |        | Sh2-11, NGC 6357, Gum 66, Nébuleuse de la paix et de la guerre                                                 |
| RCW 146 | Nébuleuse de la Lagune |        | Sh2-25, Gum 72, M8                                                                                             |
| RCW 147 | Nébuleuse Trifide      |        | Sh2-30, M20, NGC 6514, Gum 76                                                                                  |
| RCW 160 | Nébuleuse Omega        |        | M17, NGC 6618, Sh2-45, RCW 160, Gum 81, Nébuleuse de Swan                                                      |
| RCW 165 | Nébuleuse de l'aigle   |        | Sh2-49, M16, NGC 6611, Gum 83                                                                                  |